# John Henry Muirhead
John Henry Muirhead (* 28. April 1855 in Glasgow; † 24. Mai 1940 in Rutherfield) war ein englischer  Philosoph, der insbesondere durch die Begründung der Buchreihe Muirhead Library of Philosophy im Jahre 1890 bekannt wurde. 1900 wurde er der erste Chair of Philosophy der University of Birmingham in 1900.
Muirhead wurde von 1866 bis 1879 an der Glasgow Academy unterrichtet und wechselte dann zur Glasgow University. Er war stark durch Edward Caird beeinflusst und wird dem britischen Idealismus zugerechnet. 1875 ging er an das  Balliol College. Seine Buchreihe erschien zunächst im Verlag Allen & Unwin und existierte bis in die 1970er Jahre. In dieser Reihe erschienen Werke von Ernest Albee, Brand Blanshard, Francis Herbert Bradley, Axel Hägerström, Henri Bergson, Edmund Husserl, Bernard Bosanquet, Irving Thalberg, Jr., Georg Wilhelm Friedrich Hegel und George Edward Moore.
Zusammen mit Bernard Bosanquet gründete er 1881 in London die London Ethical Society. 1931 wurde er zum Mitglied (Fellow) der British Academy gewählt.

## Werke
- The Life and Philosophy of Edward Caird (mit Henry Jones). Glasgow: Maclehose, Jackson and Co. 1921
- Coleridge as Philosopher. New York: MacMillan & Co. 1930
- The Platonic Tradition in Anglo-Saxon Philosophy: Studies in the History of Idealism in England and America. London: G. Allen & Unwin; New York: Macmillan 1931
- The Use of Philosophy: Californian Addresses. Greenwood Press 1979
- The Elements of Ethics. C. Scribner’s Sons; 2. ed., rev. and enl., London: Murray, 1893
- Rule and End in Morals. Books for Libraries Press 1969
- Chapters from Aristotle’s Ethics. London: J. Murray, 1900